# Lewis Holtby
Lewis Harry Holtby (Erkelenz, 18 de setembro de 1990) é um futebolista profissional alemão que atua como meia. Atualmente está sem clube.

## Carreira
Holtby começou sua carreira futebolística aos quatro anos de idade no Sparta Gerderath. Quando tinha 11 anos mudou-se para o Borussia Mönchengladbach. Holtby foi dispensado pelo Mönchengladbach por deficiênciaa físicas, que incluíam o tamanho de Holtby e sua baixa velocidade. Depois de deixar o Borussia Mönchengladbach, Holtby foi para o Alemannia Aachen.

### Alemannia Aachen
Holtby foi promovido a equipe principal do Alemannia Aachen pelo técnico interino Jörg Schmadtke. Ele fez sua primeira partida profissional na temporada 2007-08, quando substituiu Mirko Casper aos 35 minutos, no empate em 2 a 2 frente o FC St. Pauli.

## Títulos

### Prêmios individuais
- Equipe do torneio do Campeonato Europeu Sub-21 de 2013